# Redux (biblioteca JavaScript)
Redux é uma biblioteca JavaScript de código aberto para gerenciar o estado do aplicativo. É mais comumente usado com bibliotecas como React ou Angular para criar interfaces de usuário. Semelhante (e inspirado) pela arquitetura Flux do Facebook, foi criado por Dan Abramov e Andrew Clark.